# أغابيتس الأول
البابا القديس أغابيتس الأول (باللاتينية: Agapetus I) ـ (توفي في 22 أبريل 536) هو بابا الكنيسة الكاثوليكية من 13 مايو 535 إلى 22 أبريل 536.
لا تُعرف على وجه الدقة سنة ميلاد أغابيتس، غير أن الثابت أنه ولد في روما لأب روماني يدعى غورديانوس كان قسًا رومانيًا قُتل أثناء الاضطرابات التي وقعت في عهد البابا سيماشوس، الذي امتدت بابويته بين عامي 498 و514. وقد يستدل من اسم والد أغابيتس على وجود صلة قرابة بينه وبين اثنين من البابوات هما فيلكس الثالث وغريغوري الأول.